# لو تشامب دي لا بيير (أورن)
لو تشامب دي لا بيير هي بلدية في أورن في شمال غرب فرنسا.